# Gemeinsames Wissen
Gemeinsames Wissen oder gemeinsames Vorwissen, im Englischen als common knowledge bezeichnet, ist ein spieltheoretisches Konzept über die Informationsstruktur von Spielern. Demnach besteht das Wissen der Spieler neben der reinen Kenntnis über einen Sachverhalt oder eines Ereignisses auch aus Kenntnissen der einzelnen Spieler über ihr Wissen untereinander. Für die Analyse von Spielen im Rahmen der Spieltheorie ist es wichtig zu wissen, was den Spielern als common knowledge vorliegt und was nicht.

## Begriff

### Definition
Common knowledge sind Informationen bzw. Ereignisse, die jeder Spieler kennt und von denen jeder auch weiß, dass sie allen anderen bekannt sind, und zudem, dass auch alle wiederum wissen, dass jeder weiß, dass sie allen bekannt sind usw. Die Wissen der Spieler sind unendlich miteinander verschachtelt. Dementsprechend ist eine Information common knowledge, wenn
- alle Spieler die Information kennen
- alle Spieler wissen, dass alle Spieler die Information kennen
- alle Spieler wissen, dass alle Spieler wissen, dass alle Spieler die Information kennen

über unendlich viele Wissensstufen hinweg.
Liegt der Prozess nur über eine endliche Zahl von Wissensstufen hinweg vor, spricht man von Bounded Knowledge. Der Unterschied kann vor allem bei teilspielperfekten Spielen eine erhebliche Rolle spielen. Der Informationsbegriff Bounded Knowledge weist allerdings in der Spieltheorie eine weit geringere Bedeutung auf als common knowledge.

### Beispiel
Dieses Beispiel veranschaulicht den erforderlichen infiniten Regress, der für Entstehung von common knowledge erforderlich ist. Es ist in Anlehnung an das Beispiel in Rieck (2007) konstruiert.
Zwei Häftlinge entwickeln einen Plan, um aus dem Gefängnis auszubrechen. Das Gefängnis ist von einer hohen Mauer mit einem Stacheldraht umgeben. Da beide Gefangene die Mauer nicht alleine überwinden können, sind sie auf ihre gegenseitige Hilfe angewiesen. Sie können den Fluchtplan nur gemeinsam erfolgreich umsetzen, der Ausbruch einer einzelnen Person wäre zwecklos. Eines Abends beschließt Gefangener A den Fluchtplan am nächsten Morgen in die Tat umsetzen zu wollen. Beide Häftlinge sind in unterschiedlichen Zellen untergebracht und können nicht direkt miteinander kommunizieren. Gefangener A entscheidet sich deshalb dafür, einen Zettel mit der Nachricht des geplanten Ausbruchs in die Zelle des Gefangenen B zu werfen. Da es für Gefangenen A nicht ersichtlich ist, ob Gefangener B die Nachricht auch wirklich erhält, bittet er um eine Bestätigung vom Gefangenen B. Ohne das Wissen, dass beide am nächsten Morgen gemeinsam ausbrechen, wird Gefangener A keine Flucht riskieren. Der zweite Gefangene erhält den Zettel und antwortet seinerseits auch mit dem Wurf eines Zettels, in dem er aber die Bestätigung der Bestätigung fordert. Auch er möchte sich sicher sein, dass beide Häftlinge gemeinsam ausbrechen und wird ohne dieses Wissen keinen Ausbruch wagen.
Im Rahmen dieses Beispiels kann die Information, dass beide Häftlinge am nächsten Morgen ausbrechen wollen niemals zu common knowledge werden. Um die Information zu common knowledge zu machen, müssten die Bestätigungen über den Erhalt der Nachricht über unendlich viele Stufen vorliegen. Die Anzahl ist aber hier auf eine endliche Zahl von Wiederholungen begrenzt, so dass es hier zu keinem Zeitpunkt zu einem Ausbruch kommen kann. Eine endliche Anzahl von Schritten, wie sie in dem Beispiel vorliegt, führt lediglich zu der Bounded Knowledge-Annahme. Angenommen, Gefangener A würde hier die Bestätigung der Bestätigung nicht erhalten, so würden zwar beide vom geplanten Ausbruch am nächsten Tag wissen, aber die Information wäre nicht common knowledge. Es würde zu keinem Fluchtversuch der beiden Gefangenen kommen.

## Historie

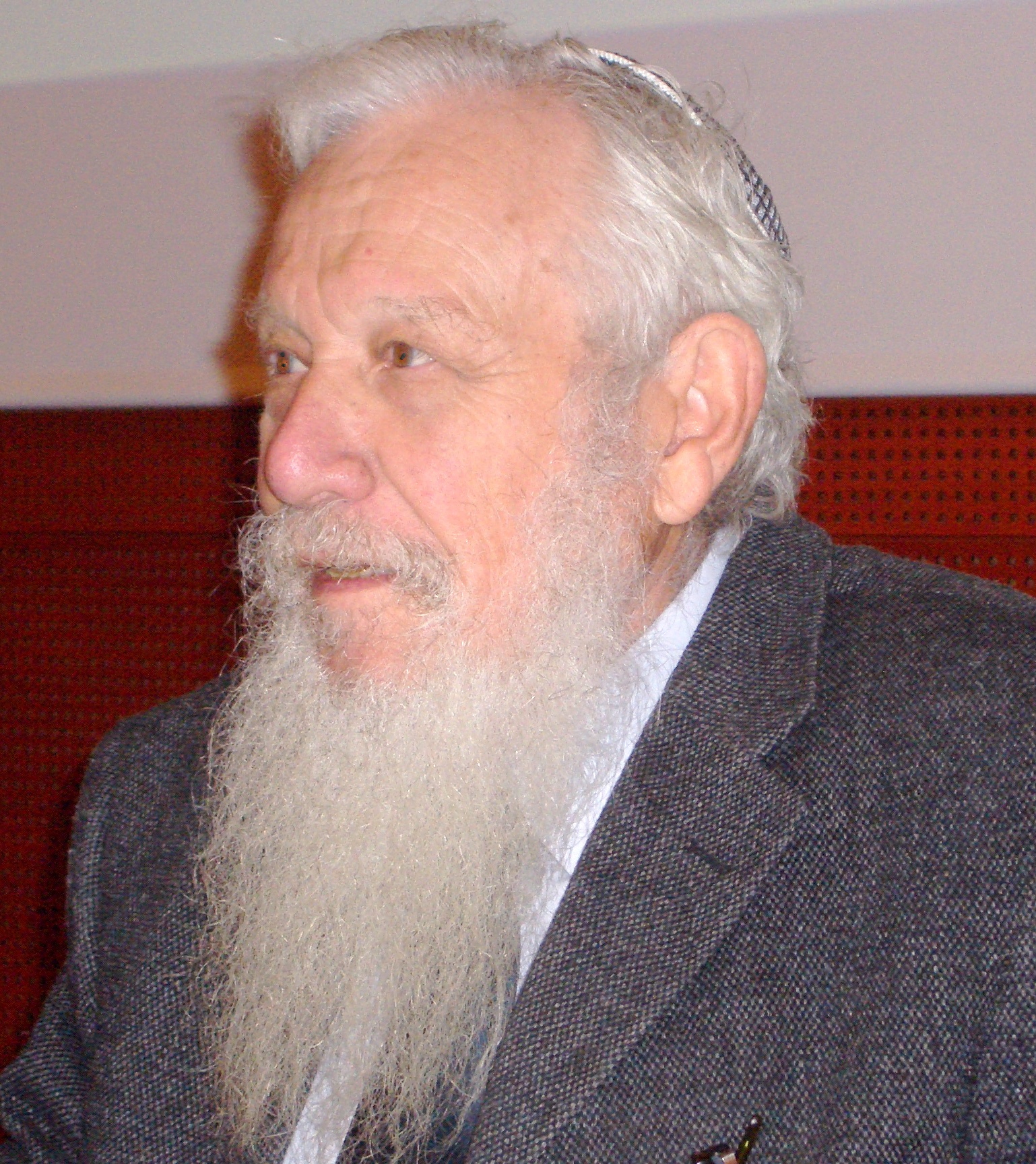
Robert Aumann 2008

Thomas Schelling hat 1960 erstmals festgestellt, dass common knowledge aus einem infiniten Regress entspringt, den eigentlichen Begriff common knowledge findet man erstmals 1969 bei dem Philosophen David Kellogg Lewis. Er misst dem Begriff jedoch eine ganzheitlichere Bedeutung zu als eine rein spieltheoretische. Die erste formale Darstellung liefert Robert Aumann in Agreeing to disagree (1976). Der Mathematiker entwickelt dabei das Theorem, dass Spieler, die einander vertrauen, sich in ihrem Wissen über ein Ereignis im Nachhinein nicht einig sein können, sich uneinig zu sein. 2005 wurden Aumann und Schelling für ihre Leistungen im Bereich der Spieltheorie mit dem Preis für Wirtschaftswissenschaften der schwedischen Reichsbank im Gedenken an Alfred Nobel ausgezeichnet.

### Formale Darstellung
Bei seiner mathematischen Formalisierung greift Aumann auf die Gesetze der Mengenlehre zurück. Die folgende Formalisierung ist analog zu seiner.
Gegeben ist eine Zustandsmenge {\displaystyle S}. Das Ereignis {\displaystyle e} sei eine Teilmenge von {\displaystyle S}. Für jeden Spieler {\displaystyle i} stelle {\displaystyle P_{i}} eine Partition von {\displaystyle S} dar. Diese Partition soll für den Wissensstand von Spieler {\displaystyle i} in einem Zustand stehen. Im Zustand {\displaystyle s} weiß Spieler {\displaystyle i}, dass in einer der Mengen der Partition {\displaystyle P_{i}(s)} enthalten ist, aber nicht in welcher. {\displaystyle P_{i}(s)} steht hier für das einelementige {\displaystyle P_{i}}, welches {\displaystyle s} enthält.
Man kann nun eine Wissensfunktion {\displaystyle K} wie folgt definieren:
{\displaystyle K_{i}(e)=\{s\in S|P_{i}(s)\subset e\}}
{\displaystyle K_{i}(e)} ist der Zustand in dem Spieler {\displaystyle i} weiß, dass Ereignis {\displaystyle e} vorliegt.
Für den Fall „Jeder kennt {\displaystyle e}“ lässt sich folgende Formel festlegen:
{\displaystyle E(e)=\bigcap _{i}K_{i}(e)}
{\displaystyle K_{i}(e)} gilt für alle Spieler {\displaystyle i}.
Mit den Annahmen für die Funktion {\displaystyle E}, {\displaystyle E^{1}(e)=E(e)}, {\displaystyle E^{n+1}(e)=E(E^{n}(e))}, lässt sich dann eine Common knowledge Funktion definieren:
{\displaystyle C(e)=\bigcap _{n=1}^{\infty }E^{n}(e)}

### Beispiel
Das Konzept des Common Knowledge wird häufig anhand einer Version folgender Geschichte illustriert.
In einem kleinen Land gibt es {\displaystyle k} Menschen mit Sommersprossen, die restlichen Einwohner haben keine. Unter allen Einwohnern gibt es zumindest eine Person mit Sommersprossen {\displaystyle (k\geq 1)}. Wenn eine Person feststellt, dass sie Sommersprossen hat, muss sie das Land noch am gleichen Tag verlassen. In dem Land existieren weder Spiegel noch andere reflektierende Gegenstände, in denen sich die Menschen selbst betrachten könnten. Da auch nicht über Sommersprossen geredet wird, ist es den Einwohnern nicht bekannt, ob sie selbst Sommersprossen haben oder nicht. Sie können bei der täglich stattfindenden morgendlichen Versammlung aller Einwohner nur den Zustand der anderen feststellen.
Eines Tages erscheint ein Bekannter aus einem Nachbarland und ruft alle Einwohner zusammen. Er verkündet: „Es gibt mindestens einen von euch in diesem Land, der Sommersprossen hat.“ Alle Einwohner wissen, dass der Bekannte völlig vertrauenswürdig ist und stets die Wahrheit sagt und wissen auch, dass dies alle anderen auf der Insel wissen usw.: Es ist common knowledge, dass der Fremde die Wahrheit sagt und so wird die Information, dass zumindest ein Bewohner Sommersprossen hat, auch zu common knowledge. Weiterhin seien alle Bewohner des Landes vollkommen rational und dies sei ebenfalls common knowledge.
Es stellt sich nun die Frage, welche Folgen die Ankündigung des Bekannten nach sich zieht.
{\displaystyle k=1}
Für den Fall, dass nur ein Einwohner Sommersprossen hat {\displaystyle (k=1)}, gestaltet sich die Lösung ganz einfach. Der Einwohner mit den Sommersprossen wird feststellen, dass alle anderen Einwohner keine haben und daraus schließen, dass nur er derjenige sein kann mit Sommersprossen. Er wird das Land noch am ersten Tag verlassen.
{\displaystyle k=2}
Im Fall {\displaystyle k=2} wird keiner das Land am ersten Tag verlassen. Die beiden Einwohner mit Sommersprossen werden jeweils die andere Person mit Sommersprossen in der Gruppe erkennen und erwarten, dass diese das Land am ersten Tag verlässt. Nachdem aber keiner der beiden das Land am ersten Tag verlassen hat, werden beide feststellen, dass der andere auch jemanden mit Sommersprossen gesehen haben muss – sie selbst. Daraufhin werden beide Einwohner das Land am zweiten Tag verlassen.
{\displaystyle k=3}
Befinden sich drei Personen mit Sommersprossen unter allen Einwohnern, so werden diese am dritten Tag das Land verlassen. Am ersten Tag wird jeder der drei Einwohner zwei andere Personen mit Sommersprossen in der Gruppe ausmachen und einen identischen Verlauf wie für den Fall {\displaystyle k=2} erwarten. Nach dieser Vorstellung sollten die zwei beobachteten Einwohner das Land am zweiten Tag verlassen. Aus dem Ergebnis, dass nach dem zweiten Tag noch niemand das Land verlassen hat, werden alle drei Einwohner dann am dritten Tag in einem ähnlichen rationalen Prozess wie bei {\displaystyle k=2} schlussfolgern, dass auch sie Sommersprossen haben müssen.
Fazit
Mit der Aussage des Bekannten wird die Information „Es gibt mindestens einen von euch in diesem Land, der Sommersprossen hat“ zu common knowledge. Das Wissen, dass auch die anderen Einwohner das wissen, führt zu einer neuen Situation und schließlich dazu, dass die Einwohner mit Sommersprossen das Land verlassen. Dies gilt auch für alle Fälle {\displaystyle k\geq 2}, obwohl die Aussage hier eigentlich keine neue Erkenntnis darstellt: In diesen Konstellationen wissen die Einwohner eigentlich schon, dass es zumindest eine Person mit Sommersprossen gibt.

## Bedeutung für die Spieltheorie
Das Konzept common knowledge ist bei der Entwicklung von Lösungskonzepten von Spielen erforderlich, insbesondere im Bereich der nichtkooperativen Spieltheorie, den bedeutendsten Teil der Spieltheorie, ist es von größter Bedeutung. Nichtkooperative Spiele sind Spiele, bei denen die Spieler, im Gegensatz zur auf Koalitionen beruhenden kooperativen Spieltheorie, keine bindenden Vereinbarungen treffen können. Die nichtkooperative Spieltheorie ist ein Teilbereich der Mikroökonomik und beschäftigt sich vor allem mit Aktionen und Strategien interagierender Spieler, die versuchen ihren Nutzen in (teilweiser) Kenntnis ihrer Umwelt zu maximieren. Dabei ist es von großer Wichtigkeit, über welches Wissen hier jeder verfügt. Common knowledge geht in der nichtkooperativen Spieltheorie in nahezu allen Fällen als Grundannahme oder Vorwissen in die Analyse mit ein. Allgemein wird unterstellt, dass die Spielregeln stets common knowledge sind. Die Spielregeln legen den genauen Ablauf eines Spiels fest. Weiterhin enthalten sie auch Informationen über die Auszahlungen, die Informationsbezirke, die Wahrscheinlichkeiten von Zufallszügen usw. Üblicherweise wird auch angenommen, dass alle Spieler sich rational verhalten und auch wissen, dass alle wissen, dass sich alle rational verhalten usw. Die Rationalität der Spieler ist ebenfalls common knowledge. Es ist relevant für die Beschreibung eines Spiels, über welche Informationen die Spieler an welcher Stelle des Spiels verfügen. So können unterschiedliche Informationen an einem Entscheidungspunkt zu unterschiedlichen Entscheidungen und Auszahlungen der Spieler führen. Common knowledge ermöglicht es Aussagen über die Informationsstände der Spieler treffen zu können.

### Im Bereich der vollständigen Information
Spiele mit vollständiger Information sind in der Regel einfach zu analysieren. Wenn neben der common knowledge Annahme auch die Strategiemengen Si und die Auszahlungsfunktion ui(s) aller Spieler common knowledge sind, liegt definitorisch ein Spiel mit vollständiger Information vor. Das Spiel mit vollständiger Information enthält Angaben über die Menge der Spieler, die Strategie und die Nutzenfunktion und kann in der Form {\displaystyle \Gamma =(N,S,u)} angegeben werden. Die Spieler wählen immer den Zug, der ihnen den größtmöglichen Nutzen generiert, und dies ist auch allen anderen Spielern bekannt. Aufgrund der völligen Transparenz und der common knowledge Annahme bezüglich der Rationalität können die Spieler das Verhalten der anderen Spieler in den einzelnen Spielsituationen erahnen und ihre eigene Strategie darauf ausrichten. Bei der Analyse von Spielen mit vollständiger Information wird sich der Transparenz zu Nutze gemacht, die die common knowledge Annahme schafft. Die Lösungskonzepte Gleichgewicht in dominanten Strategien sowie Nash-Gleichgewicht gehen implizit davon aus. Nachteil der Spiele mit vollständiger Information ist jedoch, dass keine Spiele abgebildet werden können, in denen einigen Spielern mehr oder andere Informationen vorliegen als anderen.
Bei der von Reinhard Selten entwickelten Teilspielperfektheit handelt es sich um ein Lösungskonzept, bei dem eine Analyse über die Ermittlung von Nash-Gleichgewichten aller vorhandener Teilspiele eines Spiels mittels Rückwärtsinduktion ermittelt wird. Das Prinzip des Nash-Gleichgewichts wird bei der Teilspielperfektheit mit dem Ziel verfeinert, unglaubwürdige Gleichgewichte (Gleichgewichte mit unglaubwürdigen Drohungen) auszuschließen.
Grundsätzlich ist die Lösung von Spielen mit Teilspielperfektheit mit der Annahme von common knowledge vereinbar. Bei manchen Spielen lassen sich aber Knoten rechtfertigen, die sich durch Teilspielperfektheit nicht erreichen ließen, indem man annimmt, dass entweder
- mindestens einer der Spieler nicht rational ist oder
- die Rationalität der Spieler nicht common knowledge ist und nur über eine endliche Zahl von Stufen vorliegt (Bounded Knowledge).[10]

### Im Bereich der unvollständigen Information
Bei Spielen mit unvollständiger Information kann man in Gegensatz zu Spielen mit vollständiger Information auch Aspekte von Spielsituationen erfassen, die aus Informationsasymmetrien entstehen. Unvollständige Information meint, dass gewisse Eigenschaften eines Spielers i den anderen Spielern nicht bekannt sind. Bei diesen Eigenschaften kann es sich beispielsweise um Präferenzen, Vermutungen über andere Spieler oder Erstausstattungen handeln. Man spricht in diesem Zusammenhang auch von privaten Informationen der Spieler. Bei Spielen mit unvollständiger Information wird die common knowledge Annahme verletzt, da nicht alle Spieler vollständig über die Spielregeln verfügen. Aus diesem Grund wird für Spiele dieser Art ein alternatives Lösungskonzept entwickelt. Es ist möglich, ein Spiel mit unvollständiger Information in ein Spiel mit vollständiger, aber imperfekter Information umzuwandeln. Durch die Transformation ist das Spiel wohldefiniert und es besteht keine Unsicherheit mehr bezüglich der Regeln. Um Imperfekte Informationen handelt es sich, wenn bestimmte Handlungen von Spielern für andere nicht beobachtbar sind. Liegt im Spiel jedoch keine private Information vor, so spricht man von perfekter Information.

### Bayes-Spiele
Ein Spiel mit unvollständiger Information kann auch als Bayes-Spiel bezeichnet werden, da das hier angewandte Lösungskonzept auf den Satz von Bayes zurückgreift. Entwickelt wurde es von Harsanyi. Die bestehende Unsicherheit in diesen Spielen bezüglich der ungleichen Information wird durch einen Trick umgangen: Zu Beginn des Spiels wird ein Zufallszug der Natur (als Spieler 0 bezeichnet) eingeführt, der den Typ {\displaystyle t_{i}} des Spielers {\displaystyle i} festlegt. Dieser konkrete Typ ist nur dem betreffenden Spieler {\displaystyle i} bekannt. Die anderen Spieler haben lediglich Vorstellungen über die Wahrscheinlichkeit, mit der ein Spieler zu einem bestimmten Typ {\displaystyle t_{i}} gehört. Diese Vorstellungen werden als beliefs bezeichnet.
Durch die Umwandlung der Spiele mit unvollständiger Information in Spiele mit imperfekter Information kann die common knowledge Annahme im Rahmen der Bayes-Spiele aufrechterhalten werden. Dadurch wird es ermöglicht, Spiele dieser Art zu lösen.